# Myrlejonsländor
Myrlejonsländor (Myrmeleontidae) är en insektsfamilj. Den kännetecknas av korta, klubblika pannspröt, lång och spenslig bakkropp samt långa, smala vingar, som under vila är taklikt hoplagda över ryggen. Flera hundra arter är kända, de flesta finns endast i tropiska länder, där de uppnår en ansenlig storlek och har vackra teckningar. 

## Arter
I Sverige är 3 arter kända. De tillhör släktena Myrmeleon och Euroleon. En av dem, Myrmeleon formicarius, eller vanlig myrlejonslända har glasklara, ofläckade vingar och ett vingspann på uppåt 80 mm. Den är ganska vanlig ända upp till Medelpad. Den fullbildade sländan, som har ett nattligt levnadssätt, ses dock sällan i rörelse på dagen. 
En annan art, Euroleon nostras eller fläckig myrlejonslända, är något mindre och har mörka fläckar på vingarna.
Den tredje arten är Myrmeleon bore, eller liten myrlejonslända.

## Larven, myrlejon

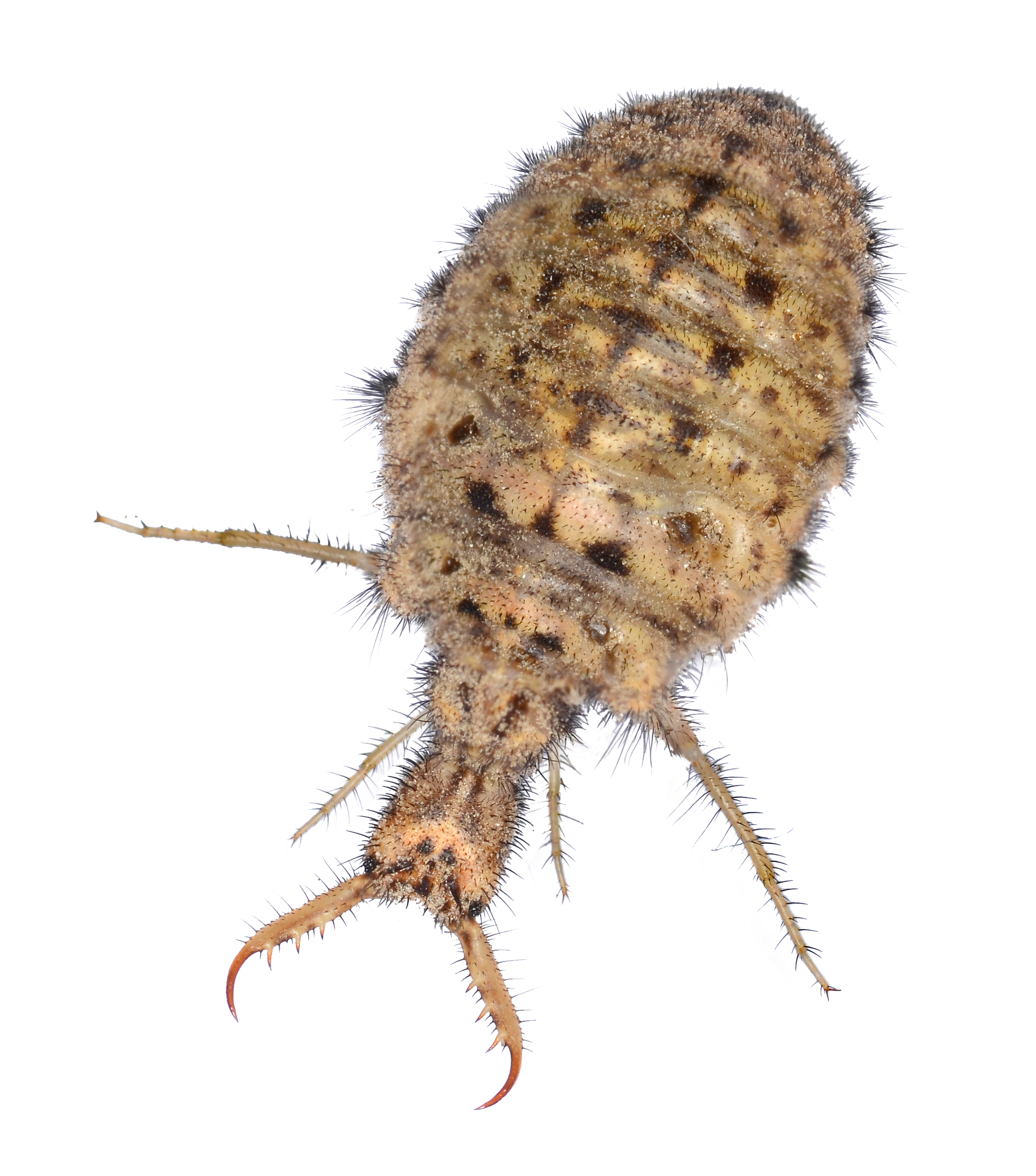
Larven

Dessa sländors larver, som är kända under namnet myrlejon, når en längd av 15-18 mm och har en bred, bakåt tillspetsad, på översidan kullrig bakkropp, från vilken framtill mellankroppens två främre leder är avsatta i form av en kort och smal hals. De tre benparen är korta, de två främre paren snett framåtriktade. Det lilla huvudet har två långa, i spetsen inåtböjda och på insidan tandade mandibler som längs undersidan har en ränna, i vilken de lika långa, men mycket smalare maxillerna är infogade. När myrlejonet har borrat in spetsarna av sina käkar i sitt byte, leds bytets safter till munnen i denna ränna, som är starkt hoppressad och aldrig öppnas. 

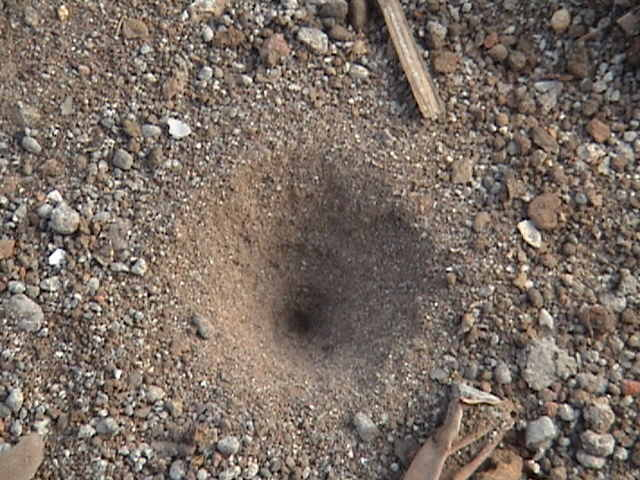
Fångstgrop

För att få tag i bytet, som mestadels utgörs av myror, gräver myrlejonet i torr sand eller fin mylla trattformiga (koniska) fångstgropar. Den gräver genom att krypa baklänges i allt mindre cirklar medan den borrar med spetsen av bakkroppen och med häftiga knyckar med huvudet kastar upp sanden över och bortom gropens kant. Med kroppen dold under gropens botten, så att endast huvudet med de utspärrade käkarna är synligt, väntar myrlejonet på att någon myra eller annan mindre insekt ska halka utför gropens sluttande sidor.  När detta sker slungar myrlejonet med huvudet skurar av sand, som ytterligare medverkar till att bytet förlorar fotfästet och kan gripas. Det utsugna hudskelettet bortkastas sedan över kanten av gropen, som därefter repareras.
Efter övervintring spinner larven följande sommar en plattrund kokong, i vars väggar sandkorn är rikligt inblandade. Inuti kokongen försiggår förpuppningen, och efter omkring 4 veckor kommer den fullbildade sländan fram. Endast släktet Myrmeleon och den fläckiga myrlejonsländan, Euroleon nostras, är kända för att gräva fångstgropar. Larverna av andra släkten lägger sig i försåt i vilka gömslen som helst för att gripa smådjur som går förbi.
De flesta arter flyger nattetid. Ett undantag är den i Sydeuropa förekommande Palpares libelluloides som flyger på dagen.